# Tempio di Augusto e Livia

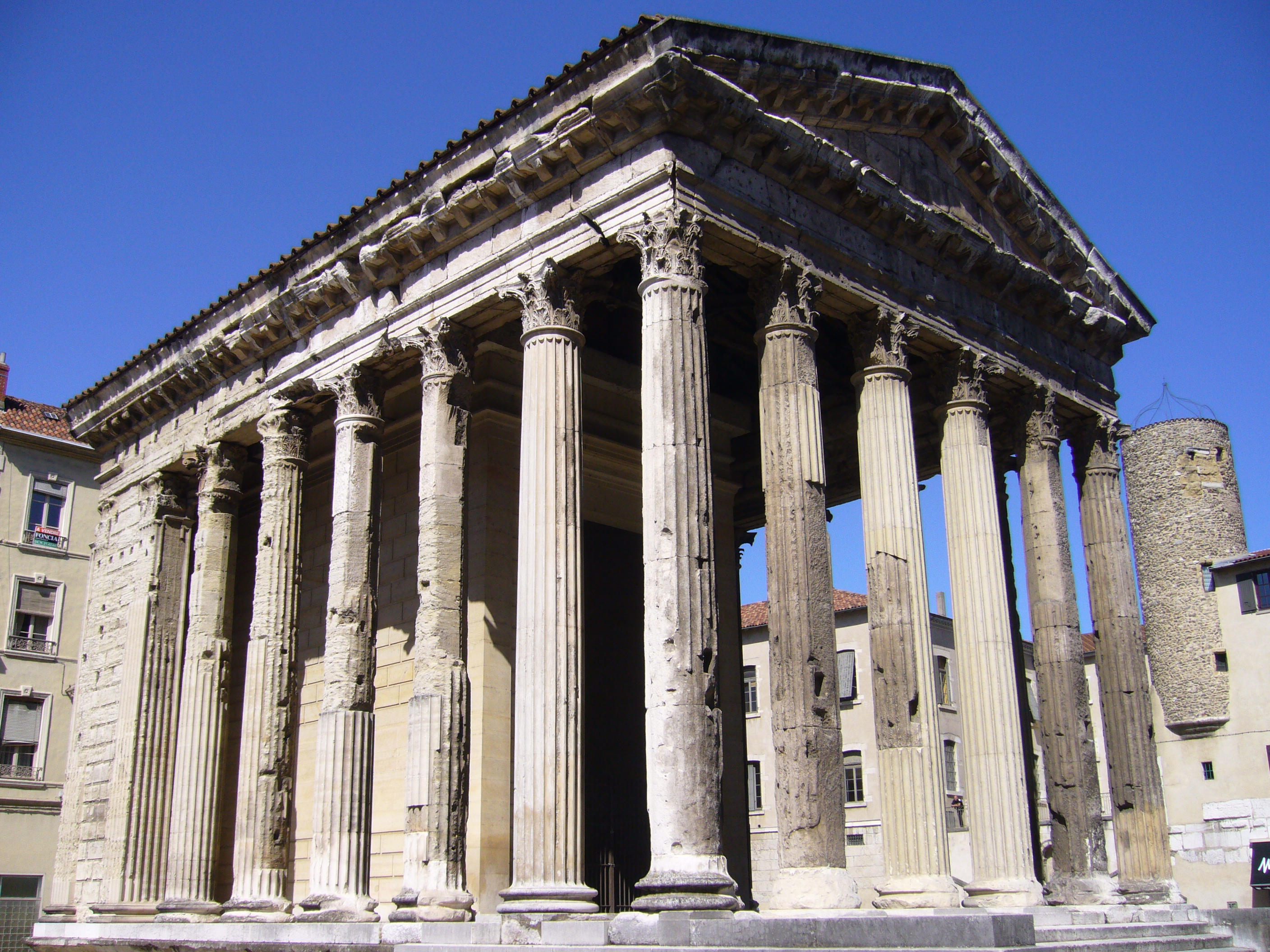
Il tempio di Augusto e Livia a Vienne

Il tempio di Augusto e Livia è un tempio romano situato a Vienne, nel dipartimento francese dell'Isère.

## Storia
Il tempio venne eretto in due fasi nel foro cittadino negli anni tra il 20 e il 10 a.C. e poi nel 40 d.C. dai cittadini della colonia romana di Vienna (da non confondenre con l'attuale Vienna, chiamata allora Vindobona), e fu dedicato alla Dea Roma e ad Augusto, come testimonia l'iscrizione incisa sul fregio: ROMAE ET AUGUSTO CAESARI DIVI F, "a Roma e a Cesare Augusto, figlio del Divo (Cesare)". Si tratta dunque di un tempio dedicato al culto imperiale, nelle forme adottate dalla propaganda augustea nelle province occidentali, in cui si preferiva evitare un culto rivolto troppo esplicitamente alla sua sola persona.
Nel 41, durante il regno di Claudio, che era nato nella vicina Lugdunum (odierna Lione), il tempio venne dedicato anche alla moglie di Augusto, Livia, divinizzata dopo la sua morte, e fu aggiunta un'ulteriore iscrizione sull'architrave: ET DIVAE AUGUSTAE, "e alla diva Augusta".
Venne trasformato in una chiesa probabilmente già durante il V secolo, assumendo il nome di Sainte-Marie-la-Vieille o Nôtre-Dame-de-la-Vie, nonostante le prime notizie documentate risalgano all'XI secolo. Il riutilizzo dell'edificio comportò la soppressione della cella e la chiusura degli spazi tra le colonne del peristilio. Vennero inoltre aperte una porta e alcune finestre.
Durante la rivoluzione francese la chiesa venne sconsacrata e trasformata in tempio della Ragione, per poi venire trasformata in un tribunale. Dopo essere diventato luogo di ritrovo per il commercio, l'edificio divenne, dal 1822, sede di un museo e di una biblioteca. Tra il 1853 e il 1870 vi furono condotti lavori di restauro che diedero al monumento il suo aspetto attuale: fu ricostruita la cella del tempio romano, secondo uno dei tre progetti presentati per il restauro, e furono eliminate le aggiunte medioevali; l'edificio fu inoltre isolato al centro di una piazza, demolendo le costruzioni che vi si erano addossate.

## Architettura
Il tempio è del tipo periptero sine postico, ossia con colonnato sulla fronte e sui lati, ma non sul retro. Sono presenti sei colonne sulla fronte (tempio esastilo) e sei sui lati lunghi, a cui si aggiunge un ultimo intercolumnio sul fondo, sostituito da un muro pieno con pilastri.
Il tempio innalzato su un podio, è di ordine corinzio ed è realizzato in pietra locale ricoperta di stucco ad imitazione del marmo. La trabeazione presenta una cornice con mensole ed è priva di decorazioni. Il tetto è stato ricostruito in epoca moderna, ma nonostante le trasformazioni subite si tratta di uno dei templi romani meglio conservati, insieme alla Maison Carrée di Nîmes e al Pantheon e al tempio di Portuno di Roma.

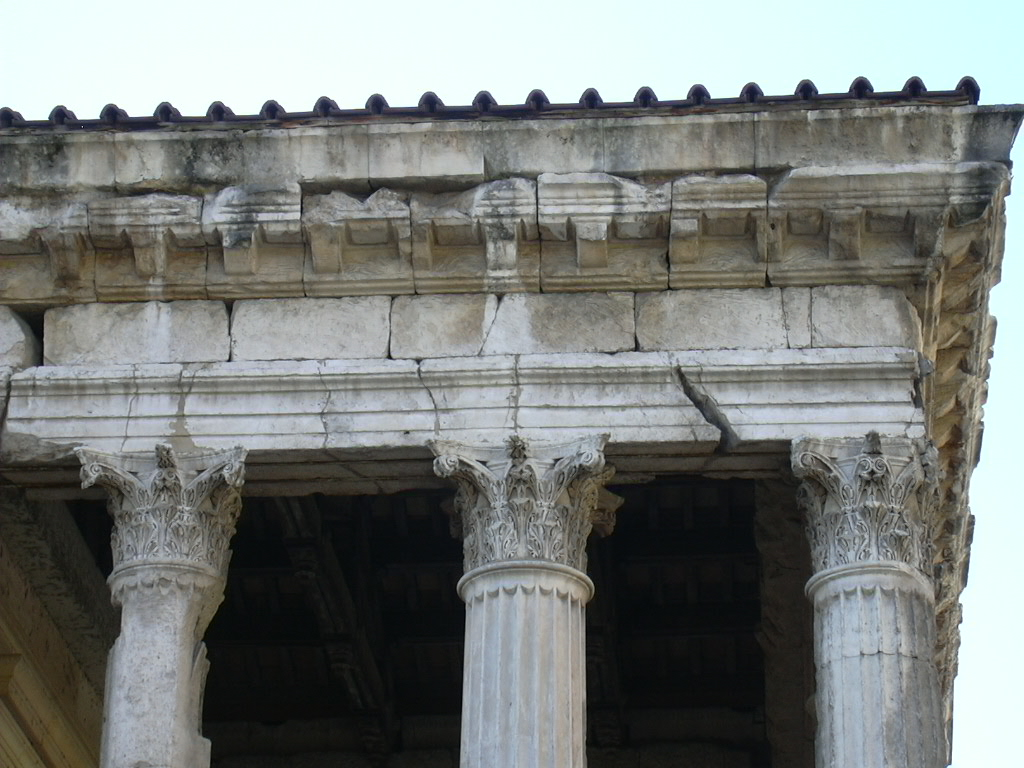
Dettaglio della cornice e dei capitelli del tempio
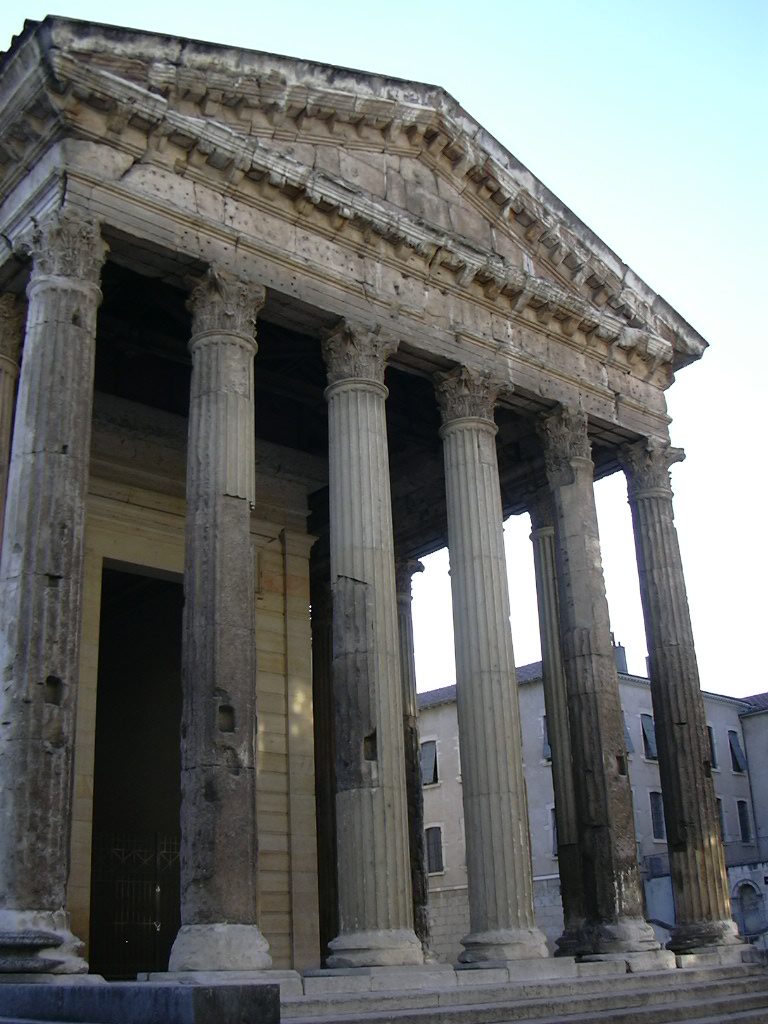
La facciata del tempio